# Strażnica WOP Gubin południowy

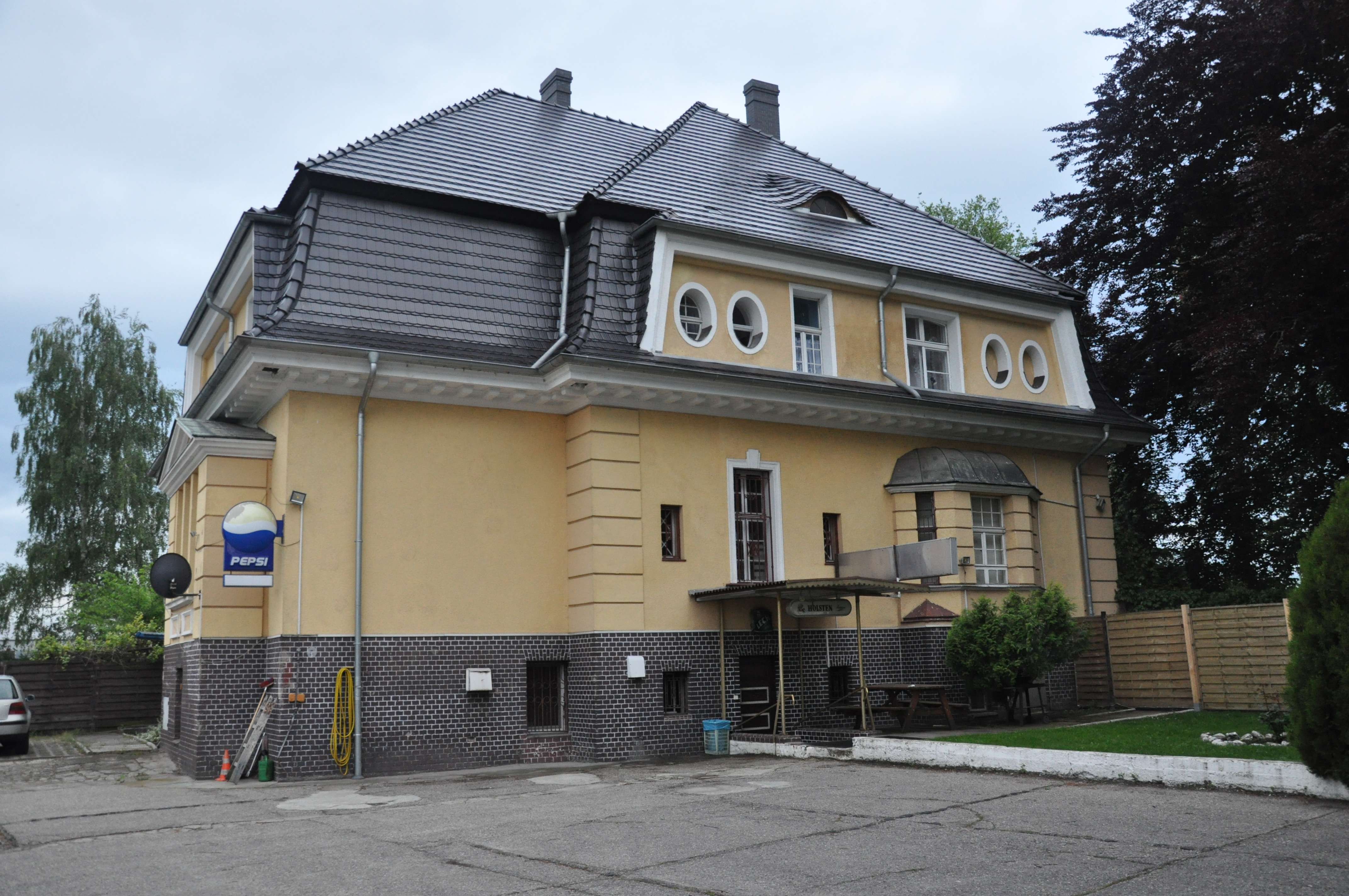
Tu stacjonowała 31 strażnica WOP

Strażnica WOP Gubin południowy – podstawowy pododdział graniczny Wojsk Ochrony Pogranicza pełniący służbę ochronną na granicy polsko-niemieckiej.

## Formowanie i zmiany organizacyjne
Strażnica została sformowana w 1945 roku w strukturze 7 komenda odcinka jako 31 strażnica WOP (Werder) o stanie 56 żołnierzy. Kierownictwo strażnicy stanowili: komendant strażnicy, zastępca komendanta do spraw polityczno-wychowawczych i zastępca do spraw zwiadu. Strażnica składała się z dwóch drużyn strzeleckich, drużyny fizylierów, drużyny łączności i gospodarczej. Etat przewidywał także instruktora do tresury psów służbowych oraz instruktora sanitarnego. Stacjonowała na terenie byłej fabryki Wolfa przy ulicy Chrobrego 7 (27) (dzisiejsze Aleje Łużyckie).
Na podstawie rozkazu NDWP nr 0153/org. z 21 września 1946, sformowany został 2 Poznański Oddział WOP, a strażnica nr 31 Gubin południowy zakwalifikowana została do kategorii IV. Dowódca Oddziału nr 2 odwołał się od decyzji przyznania niskiej kategorii gubińskiej strażnicy i wiosną 1947 proponował przeniesienie strażnicy nr 31 z kategorii IV do kategorii II. Dowódca WOP wniosek odrzucił.
W 1950 roku połączono gubińskie strażnice nr 31 i 32 w jeden organizm. Nowo sformowana strażnica WOP Gubin pozostała przy numerze 31, ale przeniosła się do budynków strażnicy WOP nr 32.

## Ochrona granicy
Opis odcinka granicy w 1947:
[...] lewa linia rozgraniczenia przebiegała południowym skrajem Gubinka, drogą do szosy, dalej drogą do następnej szosy i do rzeki, dalej rzeka do mostu [wył.] m. Plesse dalej biegnie drogą do m. Dobern [wył.]. Prawa linia rozgraniczenia od ujścia rzeki Lubst do Nysy biegnie do mostu dalej ul. Dąbrowskiego i Poznańską następnie szosą do wykopu. Długość linii granicznej wynosi 3,3 km. Od rozgraniczenia z 30 strażnicą Nysa płynie 750 m w kierunku północnym z lekkim odchyleniem na wschód, następnie skręca zupełnie na wschód i płynie tak 400 m. Potem znowu przybiera kierunek północno-wschodni na długości 1100 m, a potem skręca prosto na północ i przez 1050 m dobiega do rozgraniczenia z 32 strażnicą.
Strażnice sąsiednie:
30 strażnica WOP Sękowice; 32 strażnica WOP Gubin północny - w 1946 roku.

## Dowódcy/komendanci strażnicy
- p.o. chor. Bronisław Rzucak
- ppor. Henryk Szyszkowski
- ppor. Kazimierz Kwiatkowski
- por. Jan Prorok (6.03.1946-?)
- ppor. Wincenty Ruszkowski
- ppor. Jerzy Chrul
- ppor. Jan Sałek

Źródło